# Station Sauvenière
Station Sauvenière, met telegrafische code MSV, was van 15 november 1881 tot 11 september 1961 een spoorwegstation in Sauvenière, sinds 1965 een deelgemeente van de Namense stad Gembloers aan spoorlijn 147 (Landen -  Tamines).
0,0: Landen ·
3,8: Racour ·
6,1: Lincent ·
8,3: Maret ·
10,2: Orp ·
13,0: Jauche ·
16,5: Autre-Eglise ·
18,6: Ramillies ·
21,6: Petit-Rosière ·
25,3: Perwez ·
30,7: Grand-Leez-Thorembais ·
33,0: Sauvenière ·
36,3: Gembloers ·
38,6: Penteville ·
41,2: Corroy-le-Château ·
44,9: Sombreffe ·
47,5: Ligny Sud ·
51,7: Fleurus ·
54,6: Lambusart ·
57,1: Moignelée ·
Tamines-Alloux ·
60,5: Tamines